# Thomas Stoltzer
Thomas Stoltzer, także Stolczer (ur. około 1480 w Świdnicy, zm. luty/marzec 1526 koło Znojma) – niemiecki kompozytor.

## Życiorys
Mógł być synem Clemensa Stolcera, pisarza miejskiego w Świdnicy w latach 1468–1499. Przypuszczalnie kształcił się u Heinricha Fincka. Otrzymał święcenia kapłańskie. W latach 1519–1522 działał jako wikariusz w kościele św. Elżbiety we Wrocławiu, zastępował też kapłanów katedry wrocławskiej. W 1522 roku otrzymał angaż na stanowisko nadwornego kapelmistrza króla węgierskiego Ludwika II w Budzie, w okresie służby na dworze stworzył większość swoich kompozycji. Zginął, topiąc się pod lodem na rzece Taja.

## Twórczość
Jego dorobek kompozytorski obejmuje 4 msze, 26 motetów i cyklów motetowych, 10 responsoriów, 15 antyfon, 43 hymny, 5 psalmów, 14 łacińskich i 4 niemieckie psalmy motetowe, 5 magnifikatów, Te Deum, 14 pieśni świeckich i religijnych w języku niemieckim, a także 8 instrumentalnych kompozycji bez tekstu. Obok Heinricha Fincka i Paula Hofhaimera należał do najwybitniejszych kompozytorów niemieckich początku XVI wieku, tworzył w stylu naśladującym niderlandzką szkołę polifoniczną.